# Списак добитника Иг Нобелове награде
Ова листа представља добитнике Иг Нобелове награде и њихов изузетан рад.
| Преглед садржаја |
| 1991 • 1992 • 1993 • 1994 • 1995 • 1996 • 1997 • 1998 • 1999 • 2000 • 2001 • 2002 • 2003 • 2004 • 2005 • 2006 • 2007 • 2008 • 2009 • 2010 • 2011 • 2012 • 2013 • 2014 • 2015 • 2016 • 2017 • 2018 • 2019 • 2020 • 2021 • 2022 • 2023 |
| Веб линкови • Референце |

## 1991
| Категорија                                                          | Добитник награде                        | Земља          | Разлог | Слика  |
| ------------------------------------------------------------------- | --------------------------------------- | -------------- | --- | ------ |
| Образовање                                                          | Ден Квејл                               | САД            | Потпредседник Сједињених Држава, јавно је оптужен за недостатак језичких и интелектуалних способности. Образложење жирија је било: „потрошач времена и заузимач простора, за демонстрирање, боље од било кога другог, потребе за научним образовањем“. | </img> |
| Биологија                                                           | Роберт Кларк Грахам                     | САД            | за његово стварање Репозиторија за Germinal Choice, банке семена која прихвата донације само од добитника Нобелове награде и учесника Олимпијаде . |        |
| Хемија                                                              | Jacques Benveniste                      | Француска      | за његово откриће да је вода интелигентна течност; и за демонстрацију, на његово задовољство, да је вода способна да памти догађаје - чак и дуго након што су сви трагови тих догађаја нестали.                                                        |        |
| Мир                                                                 | Едвард Телер                            | Мађарска · САД | Отац хидрогенске бомбе и први заговорник система наоружања из Ратова звезда, за његову доживотну посвећеност промени значења речи "мир". | </img> |
| Књижевност                                                          | Ерих фон Деникен                        | Швајцарска     | визионарски приповедач и аутор Мемоара будућности, за своја објашњења о томе како су на људску цивилизацију утицали астронаути из свемира (погледајте Пре-астронаутика).                                                                               | </img> |
| Лек                                                                 | Алан Е. Клигерман                       | САД            | Девелопер дигестиве сродни спас, спаситељ у случају испарења и проналазач Беана за његов пионирски рад са течностима против гасова који спречавају надимање, мучнину и иритацију.                                                                      |        |
| Посао                                                               | Мајкл Милкен                            | САД            | Титан са Волстрита – и отац јунк везе, којој свет много дугује. | </img> |
| Цене лажних услуга измишљених људи који више нису званично наведени |                                         |                | |        |
| Пешачка технологија                                                 | Паул ДеФанти                            | (фиктивно)     | за измишљање „Бакибонета“, Бакминстерске фулереске коју носе пешаци да би заштитили своје главе и сачували свој мир. |        |
| Интердисциплинарна истраживања                                      | Josiah S. Carberry                      | САД(измишљено) | измишљеног професора на Универзитету Браун, „храброг истраживача и еклектичног трагача за знањем, за његов револуционарни рад у области психокерамике, проучавања лудих људи“.                                                                         |        |
| Стање                                                               | Томас Кајл (псеудоним William DeBuvitz) | САД(измишљено) | Детектор атома и оригинални човек знања, за његово откриће најинертнијег елемента у универзуму, Администратиума. |        |

## 1992
| Категорија  | Добитник награде                                                                          | Земља                | Разлог | Слика                                 |
| ----------- | ----------------------------------------------------------------------------------------- | -------------------- | --- | ------------------------------------- |
| Археологија | Извиђачи Француске                                                                        | Француска            | француско удружење извиђача чија је локална група оштетила два праисторијска мурала у Grotte de Mayrière supérieure у близини Бруникела у акцији против модерних графита.                                                                       |                                       |
| Биологија   | Cecil Jacobson                                                                            | САД                  | немилосрдно великодушни донатор сперме и богати патријарх банака сперме, за осмишљавање једноставне, једном руком методе контроле квалитета. |                                       |
| Хемија      | Ivette Bassa                                                                              | САД                  | Дизајнер шарених колоида, за њену улогу у крунским достигнућима хемије 20. века. Век, синтеза светлоплавог желеа. |                                       |
| Исхрана     | Потрошачи СПАМ-а                                                                          | широм света          | храбри конзументи конзервиране хране, за 54 године незахтевног варења. |                                       |
| Мир         | Daryl Gates                                                                               | САД                  | Бивши начелник полиције града Лос Анђелеса, због његових јединствено убедљивих метода окупљања људи. | Дерил Гејтс (пре 1992.)               |
| Уметност    | Jim Knowlton                                                                              | САД                  | модерни полиматичар, за његов класични постер из анатомије „Пениси животињског царства“ |                                       |
| Уметност    | Национална задужбина за уметност                                                          | САД                  | јер је подстакао Нолтона да прошири свој рад искачућом књигом. | Лого Националне задужбине за уметност |
| Књижевност  | Juri Strutschkow                                                                          | Русија               | неуморни аутор са Института за органска једињења у Москви, за 948 научних радова које је објавио од 1981. до 1990. године – у просеку по један сваких 3,9 дана.                                                                                 |                                       |
| Лек         | Фујихиро Канда, Еићиро Јаги, Минору Фукуда, Кеисуке Накаџима, Тадао Охта и Окицугу Наката | Јапан                | из истраживачког центра Схисеидо у Јокохами, за њену револуционарну студију „Објашњавање хемијских једињења одговорних за мирис стопала“, посебно за њен закључак да људи који мисле да имају мирис стопала га имају, а они који не мисле тако. |                                       |
| Стање       | Дејвид Чорли и Даг Бауер                                                                  | Уједињено Краљевство | Лавови физике дубоке енергије, за њихов кружни допринос теорији поља геометријског уништавања енглеских кукурузних поља. | Круг у житу у Швајцарској (2007)      |
| Посао       | Инвеститори из Лојда из Лондона                                                           | Уједињено Краљевство | Наследници 300 година пажљивог управљања, јер су храбро покушавали да осигурају катастрофу одбијањем да плате губитке компаније. | Ллоид'с оф Лондон лого                |

## 1993
| Категорија              | Добитник награде                                                                         | Земља | Разлог | Слика |
| ----------------------- | ---------------------------------------------------------------------------------------- | --- | --- | ----- |
| Биологија               | Leslie P. Williams, Jr. и Kenneth W. Newell                                              | САД | смели биолошки детективи, за њихову револуционарну студију излучивања салмонеле код свиња током вожње. |       |
| Хемија                  | James Campbell и Gaines Campbell                                                         | САД | посвећени ослобађачи мириса, за измишљање мирисних трака, метод који се користи за дистрибуцију парфема у часописима. |       |
| Мир                     | Компанија Пепси-Цола са Филипина                                                         | Филипини | за промовисање такмичења (Number Fever) за избор милионера и објављивање погрешног победничког броја, инспиришући и уједињујући на тај начин 800.000 раздраганих и ишчекиваних победника и окупљајући многе различите партије по први пут у историји земље. |       |
| Књижевност              | Eric Topol, Robert M. Califf, Frans Van de Werf, Paul W. Armstrong и њихова 972 коаутора | Аустралија · Белгија · Немачка · Француска · Ирска · Израел · Канада · Луксембург · Нови Зеланд · Холандија · Пољска · Швајцарска · Шпанија · Уједињено Краљевство · САД | за објављивање медицинског истраживачког рада који има стотине пута више аутора него страница. |       |
| Математика              | Robert W. Faid                                                                           | САД | далековид и поуздан пророк статистике, за израчунавање тачне вероватноће (710.609.175.188.282.000 на 1) да је Михаил Горбачов Антихрист. |       |
| Лек                     | James F. Nolan, Thomas J. Stillwell и John P. Sands, Jr.                                 | САД | врсним лекарима, за њихов детаљан извештај о истраживању, „Акутни третман заглављивања пениса рајфлешусом“. |       |
| Стање                   | Corentin Louis Kervran                                                                   | Француска | страствени поштовалац алхемије, због његовог закључка да се калцијум може произвести у љусци пилећег јајета хладном фузијом. |       |
| Психологија             | John E. Mack и David M. Jacobs                                                           | САД | за њен закључак да људи који верују да су их отели ванземаљци вероватно јесу – а посебно за њен закључак: „Главни разлог отмице је производња деце“. |       |
| Потрошачка технологија  | Ron Popeil                                                                               | САД | неуморни проналазач и страствени продавац касноноћне телевизије, за редефинисање индустријске револуције са уређајима као што су Veg-O-Matic, dem Pocket Fisherman, Mr. Microphone и dem Inside-the-Shell Egg Scrambler.                                    |       |
| Визионарска технологија | Jay Schiffman                                                                            | САД | Изумитељ АутоВисион-а, уређаја за пројекцију слике који омогућава вожњу аутомобила и гледање телевизије у исто време, и законодавног тела Мичигена који је то исто легализовао.                                                                             |       |
| Посао                   | Ravi Batra                                                                               | Индија · САД | софистицирани научник и аутор бестселера „Велика депресија 1990.“ и „Преживљавање Велике депресије 1990. године“, јер је продао довољно примерака своје књиге да спречи светски економски колапс малопродаје.                                               |       |

## 1994
| Категорија                                        | Добитник награде                                                      | Земља    | Разлог | Слика                |
| ------------------------------------------------- | --------------------------------------------------------------------- | -------- | --- | -------------------- |
| Биологија                                         | В. Брајан Свини, Брајан Крафте-Џејкобс, Џефри В. Бритон и Вејн Хансен |          | за њену револуционарну студију Распрострањеност међу америчким трупама у иностранству; а посебно за нумеричку анализу фреквенције кретања њихових црева |                      |
| Хемија                                            | Боб Гласгов                                                           | САД      | Сенатор из Тексаса, за увођење закона против производње дрога 1989. који би захтевао одобрење за све куповине чаша, тиквица, епрувета и другог лабораторијског стакленог посуђа. |                      |
| Мир                                               | John Hagelin                                                          |          | са Махариши универзитета за менаџмент, Ферфилд, САД, и Института за науку, технологију и јавност, оба заговорника мирољубиве мисли, за њихове експерименталне процене да је 4.000 обучених медитатора спречило насилне злочине у Вашингтону, био би смањен за 18 одсто                                                                                           |                      |
| Купац инсеката                                    | Роберт А. Лопез                                                       |          | Ветеринар и пријатељ свих великих и малих створења, за његове експерименте у уклањању ушних гриња са мачака, уношење у своје ухо и затим посматрање резултата. |                      |
| Књижевност                                        | Л. Рон Хабард                                                         | САД      | Аутор научнофантастичних романа и оснивач сајентологије, за књигу под насловом Дијанетика, која човечанству (или његовом делу) доноси веома велике зараде. | Л. Рон Хабард (1950) |
| Математика                                        | Јужна баптистичка црква Алабаме                                       | САД      | веома педантној цркви за њен труд да израчуна за сваки округ у држави колики ће проценат људи отићи у пакао ако не окају своје грехе. |                      |
| Лек                                               | Пацијент X                                                            |          | бивши припадник америчких маринаца, часна жртва уједа звечарке, за његов нови метод лечења повезивања каблова за паљење на усне и покретање мотора аутомобила на 3000 обртаја у минути пет минута. |                      |
| Лек                                               | Ричхард А. Густафсон                                                  |          | са Центра здравствених наука Универзитета у Аризони, за његов добро утемељен рад под називом Неуспех лечења електричним ударом у случају угриза звечарке. |                      |
| Психологија                                       | Ли Гуангјао                                                           | Сингапур | бивши премијер Сингапура, заговорник психологије негативног поткрепљења, за тридесетогодишње истраживање ефеката кажњавања три милиона грађана због пљувања, жвакања или храњења голубова. |                      |
| Посао                                             | Хуан Пабло Давила                                                     | Чиле     | из Чилеа, неуморног трговца финансијским производима и бившег радника компаније Codelco у државном власништву, јер је преварио свој рачунар да купи хартије од вредности када би требало да их продаје и што је покушао да надокнади губитке који су претрпели повећањем компјутерских трансакција. Сам је изгубио 0,5 одсто чилеанског бруто домаћег производа. |                      |
| Цена за лажне услуге, више није званично наведена |                                                                       |          | |                      |
| Стање                                             | Јапанска метеоролошка агенција                                        |          | за њихову седмогодишњу студију о томе да ли земљотресе изазивају сомови који мичу репом. (Победник више није званично наведен јер је његова победа заснована на ономе што се испоставило као погрешан новински извештај.) |                      |

## 1995
| Категорија    | Добитник награде                                                | Земља           | Разлог | Слика |
| ------------- | --------------------------------------------------------------- | --------------- | --- | ----- |
| хемија        | Бијан Пакзад                                                    |                 | са Беверли Хилса за креирање ДНС колоњске воде и ДНС парфема – оба не садрже деоксирибонуклеинску киселину – али се оба продају у бочици са троструком спиралом (сиц!) |       |
| Исхрана       | Џон Мартинез                                                    | САД             | Ј. Мартинез и Co. in Atlanta, Џорџија, Џорџија, за развој Копи Лувак - најскупље кафе на свету - која се прави од зрна кафе које су претходно јели и излучивали пегави мусанги (месне мачке). |       |
| Мир           | Тајвански национални парламент                                  | Тајван          | јер су показали да политичари више добијају боксом, ударцима и премлаћивањем једни других него вођењем ратова против других нација. |       |
| Књижевност    | David B. Busch и James R. Starling                              |                 | из Медисона, Висконсин, за њихов убедљив извештај, Страна тела у ректуму: студије случаја и свеобухватни преглед светске књижевности. У прилогу се, између осталог, помиње: Седам сијалица; камен за оштрење ножа; два трепћућа светла; жичана опруга; конзерва за дуван; конзерва за уље са љуштењем кромпира; једанаест различитих облика воћа, поврћа и друге хране; драгуљарска тестера; смрзнути свињски реп, калајисана кригла, чаша за пиво и такође изузетна колекција пацијента, која се састојала од пара чаша, кључа, кесице за дуван и часописа. |       |
| Лек           | Marcia E. Buebel, David S. Shannahoff-Khalsa и Michael R. Boyle |                 | за њихову оснажујућу студију под називом Ефекти принудног једностраног дисања носом на свест. |       |
| Здравство     | Марта Колд Бакевиг и Рут Нилсен                                 | Данска Норвешка | за њихову исцрпну студију под називом Утицај влажног доњег веша на терморегулацију и топлотну удобност на хладноћи. |       |
| Стање         | Dominique M. R. Georget, R. Parker uи Andrew C. Smith           |                 | са Института за истраживање хране у Норичу, Енглеска, за њихову ригорозну анализу влажних житарица за доручак, објављену у њиховом извештају под насловом Студија утицаја садржаја воде на понашање згушњавања житарица за доручак. |       |
| Психологија   | Shigeru Watanabe, Junko Sakamoto и Masumi Wakita                |                 | Универзитет Кеио за њихов успех у обуци голубова да праве разлику између Пикасових и Монеових слика. |       |
| Посао         | Ник Лисон и његов шеф у Барингс банци                           |                 | за њихову употребу деривата да недвосмислено покажу да свака финансијска институција има своја ограничења. Оригинал на енглеском језику алудира на математику: „… за коришћење рачуна изведеница за демонстрацију…“, немачки: „für den Gebrauch der Analysis der Ableitungen“; такође "границе" |       |
| Посао         | Роберт Цитрон                                                   | САД             | за њихову употребу деривата да недвосмислено покажу да свака финансијска институција има своја ограничења. Оригинал на енглеском језику алудира на математику: „… за коришћење рачуна изведеница за демонстрацију…“, немачки: „für den Gebrauch der Analysis der Ableitungen“; такође "границе" |       |
| Стоматологија | Роберт Х. Беаумонт                                              |                 | из Схоревиева, Минесота, за његову револуционарну студију Да ли пацијенти више воле воштане или невоштане зубне конце? |       |

## 1996
| Категорија         | Добитник награде | Земља             | Разлог | Слика                                         |
| ------------------ | --- | ----------------- | --- | --------------------------------------------- |
| Врсте разноликости | Chonosuke Okamura |                   | из Фосилне лабораторије Окамура у Нагоји за откривање фосила диносауруса, коња, змајева, принцеза и преко хиљаду других изумрлих „мини врста“, све величине само неколико милиметара. |                                               |
| Биологија          | Андерс Бархајм и Хогне Сандвик |                   | са Универзитета у Бергену за њихов укусан извештај Утицај пива, белог лука и павлаке на апетит пијавица.                                                                              |                                               |
| Хемија             | Џорџ Гобл |                   | са Универзитета Пурдуе за његов светски рекорд у паљењу роштиља - три секунде користећи дрвени угаљ и течни кисеоник.                                                                 |                                               |
| Мир                | Жак Ширак | Француска         | који је извршио нуклеарне тестове на Пацифику у знак сећања на педесету годишњицу Хирошиме .                                                                                          | Жак Ширак (1997)                              |
| Уметност           | Don Featherstone |                   | из Фичбурга, Масачусетс, за његов украсни, еволуциони изум ружичастог баштенског фламинга.                                                                                            | Баштенски фламинго. Победник у уметности 1996 |
| Књижевност         | Уреднички тим Друштвеног текста |                   | за жељно објављивање истраживања које нису разумели, које је аутор назвао бесмисленим, а који су тврдили да стварност не постоји.                                                     |                                               |
| Лек                | James Johnston из R.J. Reynolds Tobacco Company, Joseph Taddeo изU.S. Tobacco, Andrew Tisch из Lorillard, William Campbell из Филип Морриса, Edward A. Horrigan из Liggett Group, Donald S. Johnston из American Tobacco, Thomas E. Sandefur, Jr. покојни председник компаније Brown and Williamson Tobacco. |                   | за њено откриће, представљено америчком Конгресу, да никотин не изазива зависност. |                                               |
| Здравство          | Елен Клајст и Харалд Мои | Гренланд Норвешка | за њихов упозоравајући медицински извештај о преношењу гонореје преко гумених лутака.                                                                                                 |                                               |
| Стање              | Robert Matthews |                   | са Универзитета Астон у Бирмингему за студије Марфијевог закона, посебно за демонстрацију да кришке тоста имају инхерентну тенденцију да падају на страну премазану путером.          |                                               |
| Посао              | Robert J. Genco |                   | са Универзитета у Бафалу, за његово откриће да су финансијски проблеми фактор ризика за пародонталну болест.                                                                          |                                               |

## 1997
| Категорија    | Добитник награде | Земља                      | Разлог | Слика |
| ------------- | --- | -------------------------- | --- | ----- |
| Астрономија   | Richard C. Hoagland | САД                        | Њу Џерсија за идентификацију вештачких структура на Месецу и Марсу, укључујући људско лице на Марсу и зграде високе 10 mi (16 km) на Месецу.                             |       |
| Биологија     | Т. Иагиу и његове колеге са Универзитетске болнице у Цириху, са Медицинског универзитета Кансаи у Осаки и из Neuroscience Technology Research у Прагу | Јапан · Швајцарска · Чешка | за мерење можданих таласа својих испитаника док су жвакали различите укусе жвакаће гуме.                                                                                 |       |
| Мир           | Харолд Хиллман | Уједињено Краљевство       | са Универзитета у Сарију за његову љубазно састављену и на крају мирну студију „Могући бол који се доживљава током погубљења различитим методама“.                       |       |
| Ентомологија  | Марк Хостетлер | САД                        | са Универзитета Флорида за његову едукативну књигу (That Gunk on Your Car), која помаже у идентификацији разних остатака инсеката на ветробранским стаклима.             |       |
| Комуникација  | Sanford Wallace | САД                        | Председник сајбер промоција у Филаделфији - ни киша ни снег ни мрак нису могли да спрече овог самопроглашеног поштара да своје електронске поште испоручује широм света. |       |
| Књижевност    | Doron Witztum, Eliyahu Rips и Yoav Rosenberg из Израела и Michael Drosnin из САД                                                                      | Израел · САД               | за њихово задивљујуће статистичко откриће да Библија садржи тајну, скривену шифру.                                                                                       |       |
| Лек           | Carl J. Charnetski и Francis X. Brennan, Jr. са Wilkes University и James F. Harrison са Muzak Ltd. у Сијетлу                                         | САД                        | за њихово откриће да слушање музике у лифту стимулише производњу имуноглобулина А (ИгА), потенцијално спречавајући прехладе.                                             |       |
| Метеорологија | Бернард Вонегут | САД                        | са Универзитета у Албанију за његов откривајући извештај „Чупање пилића као мера брзине ветра у торнадима“.                                                              |       |
| Стање         | Џон Бокрис | Јужна Африка · САД         | са Тексашког А&М универзитета за његова обимна достигнућа у области истраживања хладне фузије, синтезе злата и електрохемијског паљења кућног отпада..                   |       |
| Посао         | Akihiro Yokoi из Виз у Чиби и Аки Маита из Бандаија у Токију                                                                                          | Јужна Африка               | Отац и мајка Тамагочија, за преусмеравање милиона сати рада на бригу о виртуелним кућним љубимцима.                                                                      |       |

## 1998
| Категорија             | Добитник награде | Земља                | Разлог | Слика |
| ---------------------- | --- | -------------------- | --- | ----- |
| Образовање             | Dolores Krieger | САД                  | Професор емеритус на Универзитету Њујорк за њену демонстрацију предности терапеутског додира, методе у којој медицинске сестре утичу на енергетска поља својих пацијената тако што пажљиво избегавају сваки контакт са њима. |       |
| Биологија              | Петер Фонг | САД                  | са Gettysburg College за његов допринос виталности дагњи дајући им антидепресиве. |       |
| Хемија                 | Jacques Benveniste | Француска            | своје хомеопатско откриће да вода не само да има способност памћења, већ и да се ове информације могу пренети путем телефонских линија или интернета (видети такође Бенвенистеову награду из 1991.)                          |       |
| Мир                    | Премијери Индије, Атал Бихари Ваџпаји, и Пакистана, Наваз Шариф                                                                  | Индија Пакистан      | за њихово милитантно мирно нуклеарно оружје Kernwaffe. |       |
| Књижевност             | Мара Сидоли | САД                  | из Вашингтона за њихов просветљујући извештај „Прдети као одбрана од неизрецивог страха“. |       |
| Лек                    | Пацијент И и његови доктори, Caroline Mills, Meirion Llewelyn, David Kelly и Peter Holt из болнице Royal Gwent у Невпорту, Валес | Уједињено Краљевство | за њен упозоравајући медицински извештај, „Човек који је боцкао прст и смрдео пет година“. |       |
| Стање                  | Дипак Чопра | Индија · САД         | из Chopra Center for Well Being у La Jolla-у за његову јединствену интерпретацију квантне физике и њеног утицаја на живот, слободу и економски успех.                                                                        |       |
| Сигурносна технологија | Troy Hurtubise | Канада               | из Норт Беја (Онтарио) за развој и тестирање (самотестирање) оклопа који може да издржи медведе гризлија. |       |
| Статистика             | Џералд Бејн из болнице Mt. Sinai у Торонту и Кери Симиноски са Универзитета Алберта                                              | Канада               | за њихов умерен извештај „Однос између висине, дужине пениса и величине ципела“. |       |
| Посао                  | Richard Seed | САД                  | Чикага за његове напоре да подстакне глобалну економију кроз клонове себе и других. |       |

## 1999
| Категорија              | Добитник награде                                                                                              | Земља                                | Разлог | Слика |
| ----------------------- | --- | ------------------------------------ | --- | ----- |
| Апарат медицине         | Џорџ и Шарлот Блонски из Њујорка и Сан Хозеа                                                                  | САД                                  | за проналазак акушерског уређаја (патент САД #3,216,423) у коме је жена везана за округли сто који се затим ротира великом брзином. |       |
| Образовање              | Државни одбори за образовање Канзаса и Колорада                                                               | САД                                  | због њихове политике да студенти не треба да дају више поверења Дарвиновој теорији еволуције него Њутновој теорији гравитације, Фарадејевој и Максвеловој теорији електромагнетизма или Пастеровој теорији да бактерије изазивају болести. |       |
| Биологија               | Паул Босланд                                                                                                  | САД                                  | Директор чилеанског института за паприке на Државном универзитету у Новом Мексику за узгој јалапењо паприке без топлоте. |       |
| Хемија                  | Такесхи Макино, председник Детективске агенције за безбедност у Осаки                                         | Јапан                                | за његов допринос развоју S-Check-а, спреја за откривање неверства који жене могу да користе на доњем вешу својих партнера. |       |
| Мир                     | Шарл Фури и Мишел Вонг                                                                                        | Јужна Африка                         | из Јоханесбурга за проналазак ауто алармног система који се састоји од кола за детекцију и бацача пламена. |       |
| Књижевност              | Британска институција за стандарде                                                                            | Уједињено Краљевство                 | за њихов стандард на шест страница БС-6008 о томе како правилно скувати шољу чаја. |       |
| Лек                     | Арвид Ватле                                                                                                   | Норвешка                             | из Сторда за пажљиво прикупљање, класификацију и посматрање контејнера у којима су му пацијенти давали узорке урина. |       |
| Стање                   | Len Fisher | Уједињено Краљевство · Аустралија    | из Бата и Сиднеја за израчунавање оптималног начина умакања кекса и |       |
| Стање                   | Професор Jean-Marc Vanden-Broeck са UУниверзитета East Anglia (Енглеска) из Белгије и Joseph B. Keller из САД | Уједињено Краљевство · Белгија · САД | за израчунавање чајника чији излив не капље. |       |
| Социологија             | Стеве Пенфолд                                                                                                 | Канада                               | са Универзитета Јорк у Торонту, за докторску тезу о социологији канадских продавница крофни. |       |
| Заштита животне средине | Хиук-хо Квон                                                                                                  | Јужна Кореја                         | од сеулске компаније Колон за проналазак самопарфимирајућег уличног одела. |       |

## 2000
| Категорија  | Добитник награде | Земља                | Разлог | Слика |
| ----------- | --- | -------------------- | --- | ----- |
| Биологија   | Richard Wassersug |                      | са Универзитета Dalhousie, за његов приказ из прве руке „О упоредном укусу неких пуноглаваца у сушној сезони у Костарики.“ |       |
| Хемија      | Донатела Маразити, Алесандра Роси и Ђовани Б. Касано са Универзитета у Пизи, Италија, и Хагоп С. Акискал са Универзитета Калифорније, Сан Дијего | Италија · САД        | за њено откриће да се романтична љубав биохемијски не разликује од опсесивно-компулзивног поремећаја. |       |
| Мир         | Британска краљевска морнарица | Уједињено Краљевство | јер су наредили својим војницима да престану да користе бојеву муницију и уместо тога само вичу „Банг!“ |       |
| Здравље     | Jonathan Wyatt, Gordon McNaughton и William Tullet из Глазгова                                                                                   | Уједињено Краљевство | за њихов алармантан извештај „Урушавање тоалета у Глазгову.“ |       |
| Информатика | Chris Niswander | САД                  | из Тусона, Аризона, за изум PawSense, софтвер који детектује када мачка хода по тастатури. |       |
| Књижевност  | Џасмухин (раније Елен Грев) | Аустралија           | Изумитељица светлосног поста, за своју књигу Живети на светлости, која објашњава да неки људи једу храну коју не морају да једу. |       |
| Лек         | Willibrord Weijmar Schultz, Pek van Andel и Eduard Mooyaart из Гронингена, Холандија и Ida Sabelis из Амстердама                                 | Холандија            | за њен блистав извештај „Магнетна резонанца мушких и женских гениталија током коитуса и женског сексуалног узбуђења.“ |       |
| Стање       | Андреј Гејм са Radboud University Nijmegen, Холандија, и Michael Berry са Универзитета у Бристолу, Енглеска                                      |                      | за коришћење магнета да жаба левитира. |       |
| Психологија | Дејвид Данинг са Универзитета Корнел и Џастин Кругер са Универзитета Илиноис                                                                     |                      | за студију „Необразовани и без знања о томе. Како тешкоће у сагледавању сопствене неспособности доводе до претераног самооцењивања.“ ( Данинг-Кругеров ефекат) |       |
| Посао       | Велечасни Сан Мјунг Мун |                      | за промовисање ефикасности и стабилног раста индустрије масовних венчања, са, према једном извештају, венчање од 36 пута 1960, венчање од 430 пута 1968, венчање од 1.800 пута 1975. године, венчање од 6.000 пута у 1982, венчање 30.000 пута 1992, венчање 360.000 пута 1995. и венчање 36.000.000 пута 1997. године. |       |

## 2001
| Категорија  | Добитник награде                                                                                 | Земља      | Разлог | Слика |
| ----------- | ------------------------------------------------------------------------------------------------ | ---------- | --- | ----- |
| Астрофизика | Jack и Rexella Van Impe                                                                          |            | од Jack Van Impe Ministries Рочестер Хилс, Мичиген, за њихово откриће да црне рупе испуњавају све услове да буду место пакла.                                          |       |
| Биологија   | Buck Weimer                                                                                      |            | из Пуебла, Колорадо, за изум Under-Ease, херметички затворен доњи веш са заменљивим филтером са активним угљем који уклања непријатне мирисе пре него што могу да оду. |       |
| Мир         | Viliumas Malinauskas                                                                             |            | из Друскининкаја (Литванија), за оснивање забавног парка под називом „Стаљинов свет “.                                                                                 |       |
| Здравље     | Chittaranjan Andrade и B. S. Srihari                                                             |            | са Националног института за менталне болести и неуронауке у Бенгалуру за њихово откриће да је чачкање у носу широко распрострањено међу адолесцентима.                 |       |
| Књижевност  | John Richards                                                                                    |            | из Бостона (Енглеска), оснивача Друштва за заштиту апострофа, за његове напоре да заштити, промовише и одбрани разлику између множине и генитива (на енглеском).       |       |
| Лек         | Peter Barss                                                                                      |            | са Универзитет Макгил за његов релевантни извештај „Повреде изазване падањем кокоса“.                                                                                  |       |
| Стање       | David Schmidt                                                                                    |            | са Универзитета у Масачусетсу за његово делимично решење питања зашто завесе за туш сукљају унутра.                                                                    |       |
| Психологије | Lawrence W. Sherman                                                                              |            | са Универзитета у Мајамију (Охајо) за његов утицајни истраживачки извештај „Еколошка студија о злурадости међу малим групама деце предшколског узраста.                |       |
| Технологија | John Keogh из Хавторна, Викторија (Аустралија)                                                   | Аустралија | подједнако за патентну пријаву бицикла 2001. и |       |
| Технологија | аустралијски завод за патенте                                                                    | Аустралија | који му је издао патент #2001100012. |       |
| Посао       | Joel Slemrod са пословне школе у Мичигену и Wojciech Kopczuk са Универзитета Британске Колумбије |            | за њихов закључак да људи одлажу своју смрт ако то значи мањи порез на наследство.                                                                                     |       |

## 2002
| категорија                    | Добитник награде | земљи | Разлог | Слика |
| ----------------------------- | --- | --- | --- | ----- |
| биологија                     | Норма Е. Бубиер, Цхарлес ГМ Пактон, Пхил Боверс и Д. Цхарлес Дееминг | Уједињено Краљевство</img> | за њихов извештај Удварачко понашање ноја према људима у руралним условима у Великој Британији.                                                             |       |
| хемија                        | Теодор Греј | | из Волфрам истраживачке лабораторије у Шампејну, Илиноис, за колекцију многих елемената из периодног система и конструкцију „четвороног“ периодног система. |       |
| Мир                           | Кеита Сато, председник Такара Цо, Матсуми Сузуки, председник Јапанске акустичне лабораторије и Норио Когуре, извршни директор ветеринарске болнице Когуре | | за њену посвећеност миру и хармонији међу врстама кроз развој језика Бов-Лингуал, компјутерски заснованог помагала за превођење пасјег језика .             |       |
| Хигијена                      | Едуардо Сегура | Шпанија | из Тарагоне у Каталонији ( Шпанија) за развој машине за прање веша за псе и мачке.                                                                          |       |
| међудисциплинарно истраживање | Карл Крушелницки | | са Универзитета у Сиднеју за његову свеобухватну студију пупка .                                                                                            |       |
| књижевност                    | Вицки Л. Силверс са Универзитета Невада, Рено и Давид С. Креинер са Универзитета Централ Миссоури Стате | | за њихов извештај у боји Ефекти претходног неприкладног истицања на разумевање читања.                                                                      |       |
| математика                    | КП Среекумар и Г Нирмалан | | са Пољопривредног универзитета Керала у Индији за њену аналитичку презентацију процене укупне површине индијских слонова .                                  |       |
| лек                           | Цхрис МцМанус | | са Универзитета у Лондону за његов уравнотежен извештај о асиметрији тестиса код људи и древној скулптури .                                                 |       |
| стање                         | Арнд Леике | Немачка</img> | са Универзитета Лудвиг Максимилијан у Минхену за демонстрацију да пена пива подлеже законима експоненцијалног распадања .                                   |       |
| Посао                         | Извршиоци, корпоративни директори и ревизори Енрон, Лерноут & Хауспие ( Белгија), Аделпхиа, Банк оф Цредит анд Цоммерце Интернатионал (БЦЦИ) ( Пакистан), Цендант, ЦМС Енерги, Дуке Енерги, Динеги, Газпром, Глобал Цроссинг, ХИХ Инсуранце ( Аустралија), Информик, Кмарт, Маквелл Цоммуницатионс, МцКессонХБОЦ, Меррилл Линцх, Мерцк & Цо., Перегрине Системс, Квест Цоммуницатионс, Релиант Ресоурцес, Рент-Ваи, Рите Аид, Сунбеам Продуцтс, Тицо Интернатионал, Управљање отпадом, Ксерок Ворлд и Артхур Андерсен | Белгија</img> · САД</img> · Pakistan</img> · Русија</img> · Бермуди</img> · Аустралија</img> · Уједињено Краљевство</img> · Irland</img> | за употребу имагинарних бројева у економском свету. |       |

## 2003
| Категорија                     | Добитник награде | Земља         | Разлог | Слика |
| ------------------------------ | --- | ------------- | --- | ----- |
| Биологија                      | C. W. Moeliker | Холандија     | из Природњачког музеја у Ротердаму, за први научно документовани случај хомосексуалне некрофилије код патке патке (Анас платирхинцхос). |       |
| Хемија                         | Yukio Hirose | Јапан         | са Универзитета Каназава за истраживање статуе у центру Каназаве и развој заснован на резултатима легуре бронзе која одвраћа голубове због високог садржаја арсена. |       |
| Мир                            | Lal Bihari | Индија        | из Утар Прадеша (Индија) за троструко достигнуће. 1. За активан живот упркос томе што је званично проглашен мртвим, 2. За његову живу и постхумну кампању против бирократске индолентности и похлепе и родбине, 3. за оснивање Mritak Sangh (Удружење за мртве људе).                                                |       |
| Инжењеринг                     | Џон Пол Стап, Едвард А. Марфи и Џорџ Николс                                                                                    |               | за развој Марфијевог закона: Ако постоје два или више начина да се нешто уради, а један од тих начина може довести до катастрофе, неко ће то учинити. |       |
| Интердисциплинарна истраживања | Стефано Гиланда, Лизелот Јансон и Магнус Енквист                                                                               |               | са Универзитета у Стокхолму за њихов извештај Пилићи више воле лепе људе. |       |
| Књижевност                     | Џон Тринкаус са Пословне школе Зиклин у Њујорку                                                                                |               | за прикупљање и објављивање више од 80 поремећаја и аномалија у свакодневном животу. Као примере, објавио је проценат тинејџера који стављају бејзбол капе уназад, који проценат пливача скреће на погрешном крају базена и који проценат возача не успева да се потпуно заустави на одређеном знаку за заустављање. |       |
| Лек                            | Eleanor Maguire, David Gadian, Ingrid Johnsrude, Catriona Good, John Ashburner, Richard Frackowiak и Christopher Frith         |               | из Лондона за пружање доказа да су мозгови лондонских таксиста боље развијени од мозга њихових колега таксиста. |       |
| Стање                          | Џек Харви, Џон Калвенор, Ворен Пејн, Стив Каули, Мајкл Лоренс, Дејвид Стјуарт и Робин Вилијамс                                 | Аустралија    | за њихов невероватан извештај Анализа сила потребних за превлачење оваца преко различитих површина. |       |
| Психологија                    | Gian Vittorio Caprara и Claudio Barbaranelli са Римски универзитет Сапијенца у Риму и Пхилип Зимбардо са Универзитета Станфорд | Италија · САД | за њен извештај Јединствено једноставна личност политичара. |       |
| Посао                          | Карл Шверцлер и земља Лихтенштајн                                                                                              | Лихтенштајн   | за омогућавање изнајмљивања целе земље за догађаје као што су рођендани, венчања или бар мицве. |       |

## 2004
| Категорија  | Добитник награде | Земља | Разлог | Слика |
| ----------- | --- | ----- | --- | ----- |
| Биологија   | Бен Вилсон са Универзитета Британске Колумбије, Лоренс Дил са Универзитета Сајмон Фрејзер, Канада, Роберт Бати из Шкотске асоцијације за науку о мору, Магнус Волберг са Универзитета Архус, Данска, и Хакан Вестерберг из Националног одбора за рибарство Шведске |       | јер показује да харинге очигледно комуницирају једна са другом прдењем. |       |
| Хемија      | Компанија Кока-кола Велика Британија |       | за коришћење високе технологије за претварање течности из Темзе у провидни облик воде, која је морала да буде повучена са тржишта из предострожности јер је садржала бромате.                                |       |
| Мир         | Daisuke Inoue | Јапан | из префектуре Хјого, Јапан, за измишљање караока, истовремено стварајући потпуно нов начин да људи науче да толеришу једни друге.                                                                            |       |
| Књижевност  | Америчка Нудистичка истраживачка библиотека у Кисимију, Флорида | САД   | за очување историје нудиста да сви виде. |       |
| Лек         | Steven Stack са Универзитета Wayne State, Детроит, САД и James Gundlach са Универзитета Auburn, САД |       | за њен извештај о ефектима кантри музике на самоубиство. |       |
| Здравство   | Jillian Clarke |       | са Високе школе за пољопривредне науке у Чикагу, касније Универзитета Хауард, за експериментално оповргавање правила 5 секунди, које каже да и даље можете јести ствари које нису биле на земљи пет секунди. |       |
| Стање       | Ramesh Balasubramaniam са Универзитета у Отави и Michael Turvey са Универзитета Конектикат и Хаскинс Лабораторија |       | за објашњење и истраживање различитих фактора укључених у хула хуп. |       |
| Психологија | Daniel Simons са Универзитета Илиноис и Christopher Chabris са Универзитета Харвард |       | за демонстрацију да људима може недостајати скоро све ако на нешто обрате велику пажњу - чак и човек у костиму гориле.                                                                                       |       |
| Технологија | Donald J. Smith и његов отац, покојни Frank J. Smith |       | за патент за технику која прикрива полућелавост са вишеструким губитком косе, касније названу Comb-Over. |       |
| Посао       | Ватикан |       | за преношење молитви у Индију. |       |

## 2005
| категорија            | Добитник награде | Ѕемља                                        | Разлог | Слика  |
| --------------------- | --- | -------------------------------------------- | --- | ------ |
| Биологија             | Benjamin Smith са Универзитета Аделаиде и Универзитета у Торонту и произвођачи парфема Firmenich, Генева, и ChemComm Enterprises, Аршан (Француска); Крејг Вилијамс са Универзитета Џејмс Кук и Универзитета Јужне Аустралије; Мајкл Тајлер са Универзитета у Аделаиди; Брајан Вилијамс са Универзитета Аделаиде; и Иоји Хаиасака из Аустралијског института за истраживање вина | Канада · Швајцарска · Француска · Аустралија | за проучавање мириса 131 различите врсте жаба под стресом. |        |
| Хемија                | Едвард Каслер са Универзитета у Минесоти и Brian Gettelfinger са Универзитета у Минесоти и Универзитета Висконсин-Медисон |                                              | за серију експеримената упоређујући брзину људског пливања у води и сирупу.                                                                                                   |        |
| Исхрана               | Nakamatsu Yoshirō | Јапан                                        | из Токија за идеју да свакодневно фотографише и анализира његове оброке и како се они спроводе већ 34 године.                                                                 |        |
| Мир                   | Клер Ринд и Питер Симонс | Уједињено Краљевство                         | са Универзитета Њукасл за истраживање можданих таласа скакаваца који гледају Ратове звезда.                                                                                   |        |
| Историја пољопривреде | Јамес Ватсон | Нови Зеланд                                  | са Massey University (Нови Зеланд) за истраживање значаја експлодирајућих панталона господина Richardа Buckley.                                                               |        |
| Књижевност            | Група нигеријских предузетника | Нигерија                                     | за писање срцепарајућих прича чијим главним ликовима треба само мала количина новца да потврде своје тврдње о невероватном богатству и дистрибуцију ових прича путем е-поште. |        |
| Лек                   | Gregg A. Miller | САД                                          | из Oak Grove, Мисури, за проналазак неутикула, тј. Х. Протезе за псеће тестисе у три величине и три степена тврдоће.                                                          |        |
| Стање                 | Џон Мејнстон и Томас Парнел |                                              | са Универзитета Квинсленд за континуирано посматрање капања катрана од 1927 – једна кап сваких девет година, девет капи до сада, последња је падала 2014.                     | </img> |
| Механика флуида       | Виктор Бено Мејер-Рохов са Универзитета Џејкобс у Бремену (бивши Међународни универзитет у Бремену) и Универзитета у Оулуу ; и Јозсеф Гал са Универзитета Лоранд Еотвос, Мађарска | Немачка · Финска · Мађарска                  | за примену физичких закона за израчунавање услова притиска код пингвина који врше нужду.                                                                                      |        |
| Посао                 | Гаури Нанда |                                              | са Технолошког института у Масачусетсу, за проналазак котрљајућег и стално самоскривајућег будилника. ( Цлоцки)                                                               |        |

## 2006
| Категорија   | Добитник награде | Земља   | Разлог | Слика |
| ------------ | --- | ------- | --- | ----- |
| Акустика     | D. Lynn Halpern са Harvard Vanguard Medical Associates, Brandeis University и Северозападни универзитет, Randolph Blake са Универзитет Вандербилт и Северозападниог универзитета и James Hillenbrand са Western Michigan University и Северозападниог универзитета |         | за експерименте који би расветлили разлоге зашто људи не воле звук гребања ноктима по табли. |       |
| Биологија    | Bart Knols са Универзитета Wageningen, Холандија и Националног института за медицинска истраживања у Ифакари, Танзанија и Међународне агенције за атомску енергију у Бечу, као и Ruurd de Jong са Универзитета Wageningen и Santa Maria degli Angeli, Италија      |         | за демонстрацију да женке комараца које носе маларију (Anopheles gambiae) привлаче Лимбургер сир на исти начин као што их привлачи мирис људских стопала. |       |
| Хемија       | Antonio Mulet, José Javier Benedito и José Bon са Polytechnischen University, Валенсија, Шпанија и Carmen Rosselló са University of the Balearic из Палма де Маљорке, Шпанија                                                                                      | Шпанија | за њихово проучавање брзине ултразвучних таласа у сиру чедар под утицајем температуре. |       |
| Исхрана      | Wasmia Al-Houty са Kuwait University и Faten Al-Mussalam са Kuwait Environment Public Authority |         | за доказивање да су балегари гурмани. |       |
| Мир          | Howard Stapleton |         | Мертир Тидфил, Велс, за проналазак уређаја који емитује високофреквентне звукове које чују само тинејџери, али не и одрасли, и за касније коришћење ове технологије за креирање телефонских мелодија звона, које такође чују само тинејџери, а не и њихови наставници.                                     |       |
| Књижевност   | Daniel Oppenheimer |         | са Универзитета Принстон за његов извештај Последице коришћеног ерудитског вернакулума без обзира на неопходност: Проблеми са непотребним коришћењем дугих речи. |       |
| Математика   | Nic Svenson и Piers Barnes |         | од Организације за науку и истраживање Аустралијског комонвелта, за израчунавање броја фотографија које је потребно направити како би се осигурало да (скоро) нико у групи нема затворене очи. |       |
| Медицина     | Francis M. Fesmire |         | са Медицинског факултета Универзитета у Тенесију, за његов извештај о медицинском случају Прекидање тешког штуцања ректалним масажом прстију и Majed Odeh, Harry Bassan и Arie Oliven из Bnai Zion Medical Center, Хаифа, Израел, за њихов каснији извештај о случају објављен под појавио се исти наслов. |       |
| Орнитологија | Ivan R. Schwab са University of California, Davis und Philip R.A. May са Универзитет Калифорније |         | за одговор на важно питање зашто детлићи не добијају главобоље. |       |
| Стање        | Basile Audoly и Sebastien Neukirch |         | са Универзитета Пјер и Марија Кири у Паризу, за њен увид у феномен да суви шпагети имају тенденцију да се распадну на више од два дела када се савијају. |       |

## 2007
| Категорија  | Добитник награде                                                        | Земља     | Разлог | Слика |
| ----------- | ----------------------------------------------------------------------- | --------- | --- | ----- |
| Биологија   | Johanna van Bronswijk                                                   | Холандија | за попис свих гриња, инсеката, паукова, псеудошкорпиона, ракова, бактерија, алги, папрати и гљивица са којима сваке ноћи делимо кревет. |       |
| Хемија      | Mayu Yamamoto                                                           | Јапан     | за развој методе за екстракцију мириса ваниле из крављег измета.                                                                        |       |
| Исхрана     | Brian Wansink                                                           |           | са Универзитета Корнел за истраживање граница људског апетита храњењем волонтера користећи чинију за супу без дна која се сама пуни.    |       |
| Мир         | Лабораторија Америчког ратног ваздухопловства                           |           | јер је стимулисало истраживање хемијског оружја које би непријатељске трупе претворило у хомосексуалце (види и Секс бомбу).             |       |
| Лингвистике | Тим са Универзитета у Барселони                                         |           | за демонстрацију да пацови нису у стању да разликују особу која говори јапански уназад од особе која говори холандски уназад.           |       |
| Књижевност  | Glenda Browne                                                           |           | из Блаксленда (Плаве планине, Аустралија), за њено истраживање речи „the“ и како стављање ствари по абецедном реду збуњује људе.        |       |
| Авијација   | Тим са Универзитета Килмес, Аргентина                                   |           | за откриће да Виагра помаже хрчцима да се опораве од млазног застоја.                                                                   |       |
| Лек         | Brian Witcombe из Gloucestershire Royal NHS Foundation Trus и Dan Meyer |           | за њихов истраживачки рад на здравственим последицама гутања сабље.                                                                     |       |
| Стање       | Америчко-чилеански тим                                                  |           | који је испитивао проблем како се листови наборају.                                                                                     |       |
| Посао       | Kuo Cheng Hsieh                                                         | Тајван    | за развој уређаја који пљачкаше банака хвата бацајући мрежу преко њих.                                                                  |       |

## 2008
| Категорија       | Добитник награде                                                                        | Земља        | Разлог | Слика |
| ---------------- | --------------------------------------------------------------------------------------- | ------------ | --- | ----- |
| Археологија      | Astolfo Gomes de Mello Araujo и Jose Carlos Marcelino                                   |              | за њихове експерименталне доказе да оклопници могу збунити археолошка налазишта.                                           |       |
| Биологија        | Мари-Кристин Кадијерг, Кристел Жубер и Мишел Фран                                       |              | за откриће да псеће буве скачу више од бува које живе на мачкама.                                                          |       |
| хемија           | Sheree Umpierre, Joseph Hill и Deborah Anderson                                         |              | за њихово откриће да је Кока-кола ефикасан спермицид, и                                                                    |       |
| хемија           | C. Y. Hong, C. C. Shieh, P. Wu und B. N. Chiang                                         |              | за доказивање да није. |       |
| Исхрана          | Масимилијано Зампини и Чарлс Спенс                                                      |              | јер истиче да чипс изгледа свежији и хрскавији ако звучи гласно или гласније када се жваће.                                |       |
| Мир              | Швајцарска етичка комисија за биотехнологију и швајцарске грађане                       | Швајцарска   | за правни концепт достојанства створења, који укључује биљке.                                                              |       |
| Когнитивна наука | Тошијуки Накагаки, Хиројасу Јамада, Рјо Кобајаши, Атсуши Теро, Акио Ишигуро и Агота Тот |              | за указивање на то да калупи за слуз могу да пређу лавиринт.                                                               |       |
| Књижевност       | Давид Симс                                                                              |              | за његову студију: You Bastard: A Narrative Exploration of Outrage in Organizations.                                       |       |
| Лек              | Дан Ариели                                                                              | Израел · САД | за његову демонстрацију да скупи плацебо раде боље од јефтиних.                                                            |       |
| Стање            | Dorian Raymer и Douglas Smith                                                           |              | за њихов доказ да се гомиле нити или длака на овај или онај начин запетљају.                                               |       |
| Посао            | Џефри Милер, Џошуа Тибур и Брент Џордан                                                 |              | јер су показали да врхови еротских плесачица зависе од менструалног циклуса и да су највећи када је плесачица најплоднија. |       |

## 2009
| Категорија | Добитник награде | Земља                | Разлог | Слика |
| ---------- | --- | -------------------- | --- | ----- |
| Биологија  | Fumiaki Taguchi, Song Guofu и Zhang Guanglei                                                                                              | Јапан                | са Универзитета Китасато у Сагамихари (Јапан) за демонстрацију да се маса кухињског отпада може смањити за више од 90% коришћењем бактерија из измета џиновске панде. |       |
| Хемија     | Хавијер Моралес, Мигел Апатига и Виктор М. Кастано                                                                                        |                      | са Националног аутомног уневирзитета Мексика (Мексико) за производњу дијаманата из течности, посебно од текиле. |       |
| Мир        | Stephan Bolliger, Steffen Ross, Lars Oesterhelweg, Michael Thali и Beat P. Kneubuehl                                                      |                      | са Универзитета у Берну (Швајцарска) за експериментално истраживање питања да ли је боље имати пуну или празну флашу пива разбијену о главу. Резултат: У оба случаја добијате трауму главе, али пуна боца је мање озбиљна за ваше здравље јер се раније ломи.                |       |
| Здравље    | Elena N. Bodnar, Raphael C. Lee и Sandra Marijan                                                                                          | САД                  | из Чикага (САД) за развој грудњака који се у хитним случајевима може претворити у две респираторне маске како би увек биле при руци. |       |
| Књижевност | Ирска полиција | Ирска                | за издавање више од 50 саобраћајних карата господину Праву Јаздију, највећем саобраћајном преступнику у земљи, чије име је пољски израз за „возачку дозволу“. |       |
| Математика | Гидеон Гоно | Зимбабве             | директора Централне банке Зимбабвеа, за „једноставан и свакодневни начин“ вежбања рада са бројевима из широког спектра бројева, кроз издавање новчаница у апоенима у распону од једног цента (0,01 долара) до сто трилиона зимбабвеских долара (100.000.000.000.000 долара). |       |
| Лек        | Donald L. Unger | САД                  | из Калифорније (САД) да истражи да ли свакодневно пуцање прстију преко 60 година узрокује артритис на шаци. 60 година редовно је ломио прсте леве руке, али не и десне. Није развио артритис ни на једној руци.                                                              |       |
| Стање      | Katherine K. Whitcome са Универзитета у Синсинатију, Daniel E. Lieberman са Универзитета Харвард и Liza J. Shapiro са Универзитета Тексас | САД                  | из математичког разлога зашто се труднице не преврћу. |       |
| Ветерина   | Catherine Douglas и Peter Rowlinson | Уједињено Краљевство | са Универзитета Њукасл (Уједињено Краљевство) за демонстрацију да краве са појединачним именима дају у просеку 250 литара више млека годишње од крава без имена. |       |
| Посао      | Менаџмент четири исландске банке (Kaupthing Bank, Landsbanki, Glitnir и Централна банка Исланда)                                          | Исланд               | за демонстрацију да се мале финансијске институције могу врло брзо трансформисати у велике финансијске институције, да је овај процес реверзибилан и да исто важи за читаве привреде.                                                                                        |       |

## 2010
| Категорија           | Добитник награде | Земља | Разлог | Слика |
| -------------------- | --- | ----- | --- | ----- |
| Биологија            | Libiao Zhang, Min Tan, Guangjian Zhu, Jianping Ye, Tiyu Hong, Shanyi Zhou и Shuyi Zhang из Кине и Gareth Jones са Универзитета у Бристолу (УК)                                           |       | за научну документацију оралног секса код воћних слепих мишева. |       |
| Хемија               | Eric Adams са МИТ-а, Scott Socolofsky са Тексашког универзитета, Stephen Masutani са Универзитета Хаваји и БП                                                                            |       | за побијање древног веровања да се уље и вода не мешају. |       |
| Мир                  | Ричард Стивенс, Џон Аткинс и Ендру Кингстон |       | са Keele University (Велика Британија) за потврђивање популарног веровања да псовање ублажава бол.                                                                            |       |
| Здравље              | Мануел Барбеито, Чарлс Метјуз и Лари Тејлор |       | из Канцеларије за индустријско здравље и безбедност, Fort Detrick, Мериленд (САД) за експериментално доказивање да се микроби држе брадатих научника.                         |       |
| Инжењеринг           | Karina Acevedo-Whitehouse и Agnes Rocha-Gosselin из Зоолошког друштва Лондона (Уједињено Краљевство) и Diane Gendron из Instituto Politécnico Nacional, Јужна Доња Калифорнија (Мексико) |       | за усавршавање методе сакупљања китових шмрцова помоћу хеликоптера на даљинско управљање.                                                                                     |       |
| Менаџмент            | Alessandro Pluchino, Andrea Rapisarda и Cesare Garofalo |       | са Универзитета у Катанији (Италија) за математичко доказивање да би организације биле ефикасније ако би насумично унапредиле запослене.                                      |       |
| Лек                  | Simon Rietveld |       | са Универзитета у Амстердаму (Холандија) и Ilja van Beest са Универзитета Тилбург (Холандија) за откриће да се симптоми астме могу лечити вожњом ролеркостером.               |       |
| Економија            | Извршни и директори Goldman Sachs, AIG, Lehman Brothers, Bear Stearns, Merrill Lynch и Magnetar Capital                                                                                  |       | за стварање и промовисање нових начина улагања новца – начина да се максимизира финансијска добит и минимизира финансијски ризик за глобалну економију или било који њен део. |       |
| Стање                | Lianne Parkin, Sheila Williams и Patricia Priest |       | са Универзитета Отаго (Нови Зеланд) за демонстрацију да је мање вероватно да ће се људи оклизнути и пасти на залеђеним тротоарима зими ако носе чарапе преко ципела.          |       |
| Планирање транспорта | Toshiyuki Nakagaki, Atsushi Tero, Seiji Takagi, Tetsu Saigusa, Kentaro Ito, Kenji Yumiki, Ryo Kobayashi из Јапана, као и Dan Bebber и Mark Fricker из Велике Британије.                  |       | за коришћење калупа за одређивање оптималне трасе за железничке пруге. |       |

## 2011
| Категорија       | Добитник награде | Земља                                 | Разлог | Слика |
| ---------------- | --- | ------------------------------------- | --- | ----- |
| Биологија        | Daryll Gwynne и David Rentz |                                       | за откриће да мужјаци врсте Julodimorpha bakewelli у Аустралији желе да се паре само са смеђим пивским флашама. Мисле да су велике женке и неће их пустити док не падну мртве.                       |       |
| Хемија           | Makoto Imai, Naoki Urushihata, Hideki Tanemura, Yukinobu Tajima, Hideaki Goto, Koichiro Mizoguchi и Junichi Murakami | Јапан                                 | за одређивање идеалне густине мириса васабија (зачинског рена) за буђење људи који спавају у случају пожара или друге ванредне ситуације и за примену овог знања за развој васаби аларма.            |       |
| Мир              | Artūras Zuokas | Литванија                             | градоначелника Вилњуса, Литванија, јер је показао да се проблем непрописно паркираних луксузних аутомобила може решити гажењем по њима тенковима.                                                    |       |
| Књижевност       | John Perry | САД                                   | са Универзитета Стенфорд за његову теорију „Структурисаног одлагања“, која каже: „Да бисте били успешни, увек радите на нечем важном како бисте избегли да радите нешто још важније“.                |       |
| Математика       | Дороти Мартин (САД) (предвидела је смак света 1954.), Пет Робертсон (САД) (предвидио је да ће смак света 1982.), Елизабет Клер Профет (САД) (предвидела је смак света 1990.), Ли Јанг Рим из Јужне Кореје (предвидио је смак света 1992.), Кредонија Мверинде из Уганде (предвидела је крај света 1999. године) и Харолд Кампинг (САД) (предвидио је да ће смак света 6. септембра 1994. и касније предвидео да ће смак света 21. октобра 2011.) | САД · Јужна Кореја · Уганда           | за поучавање света да буде опрезан при прављењу математичких претпоставки и прорачуна. |       |
| Лек              | Mirjam Tuk, Debra Trampe и Luk Warlop и заједно Matthew Lewis, Peter Snyder, Robert Feldman, Robert Pietrzak, David Darby и Paul Maruff |                                       | за показивање да људи доносе боље одлуке о неким врстама ствари – али лошије одлуке о другим стварима – када имају јаку потребу за мокрењем.                                                         |       |
| Јавна безбедност | Џон Сендерс | Канада                                | за показивање да људи доносе боље одлуке о неким врстама ствари - али лошије одлуке о другим стварима - када имају јаку потребу за мокрењем.                                                         |       |
| Стање            | Philippe Perrin, Cyril Perrot, Dominique Deviterne, Bruno Ragaru и Herman Kingma |                                       | јер покушавају да открију зашто бацање диска изазива вртоглавицу, а бацање кладива не, у њиховом раду: „Вртоглавица код бацача диска је повезана са мучнином кретања, која је узрокована окретањем“. |       |
| физиологија      | Anna Wilkinson, Natalie Sebanz, Isabella Mandl и Ludwig Huber | Уједињено Краљевство · Аустрија · САД | за њихову студију на Универзитету Харвард, „Нема доказа о заразном зевању код црвеноноге џиновске корњаче Geochelone carbonaria.                                                                     |       |
| Психологија      | Karl Halvor Teigen | Норвешка                              | са Универзитета у Ослу, Норвешка, за покушај да разуме зашто људи уздишу у свакодневном животу. |       |

## 2012
| Категорија      | Добитник награде                                            | Земља                      | Разлог | Слика |
| --------------- | ----------------------------------------------------------- | -------------------------- | --- | ----- |
| Акустика        | Kazutaka Kurihara и Koji Tsukada                            | Јапан                      | за развој SpeechJammer-а - машине која ућуткава људе пуштајући им властиту изговорену реч са малим закашњењем.                                                                  |       |
| Анатомија       | Frans de Waal и Jennifer Pokorny                            | Холандија · САД            | за доказ да шимпанзе могу препознати своје колеге шимпанзе на фотографијама њихових стражњих крајева.                                                                           |       |
| Хемија          | Јохан Петтерссон                                            | Шведска Руанда             | за решавање мистерије зашто је коса људи постала зелена у одређеним кућама у Андерслову у Шведској.                                                                             |       |
| Мир             | Руска компанија СКН                                         | Русија                     | за њихову трансформацију старе руске муниције у нове дијаманте. |       |
| Књижевност      | Канцеларија за општу одговорност владе САД                  | САД                        | за објављивање извештаја о извештајима о извештајима са препоруком да се припреми извештај о извештајима о извештајима                                                          |       |
| Лек             | Emmanuel Ben-Soussan и Michel Antonietti                    | Француска                  | за њихова упутства о томе како да се изврши колоноскопија како би се смањиле шансе да пацијент пукне током ње.                                                                  |       |
| Неуронауке      | Крејг Бенет, Абигејл Берд, Мајкл Милер и Џорџ Волфорд       | САД                        | за демонстрацију да истраживачи мозга могу да користе компликоване инструменте и једноставне статистике да покажу релевантну функцију мозга било где - чак и код мртвог лососа. |       |
| Стање           | Џозеф Б. Келер, Рејмонд Голдштајн, Патрик Ворен и Робин Бол | САД · Уједињено Краљевство | за њихово израчунавање равнотеже сила које одређују облик и кретање људског репа.                                                                                               |       |
| Психологија     | Анита Ерланд, Ролф Зван и Тулио Гвадалупе                   | Холандија · Перу · Русија  | за њихову студију „Ајфелова кула изгледа мања ако се нагнете улево.“ |       |
| Механика флуида | Руслан Кречетников и Ханс Мајер                             | САД · Русија · Канада      | за њихов рад на пљуску. Открили су шта се дешава када неко хода са шољицом кафе у руци.                                                                                         |       |

## 2013
| Категорија              | Добитник награде | Земља | Разлог | Слика |
| ----------------------- | --- | ----- | --- | ----- |
| Археологија             | Брајан Крендал и Питер Стал |       | који су скували мртве ровке, прогутали их без жвакања и сопственим изметом утврдили које се кости растварају у људском систему за варење, а које не.                                         |       |
| Астрономија и Биологија | Marie Dacke, Emily Baird, Marcus Byrne, Clarke Scholtz и Eric Warrant                                                               |       | за експеримент који је показао да изгубљене балеге могу користити Млечни пут да се оријентишу на путу кући.                                                                                  |       |
| Хемија                  | Shinsuke Imai, Nobuaki Tsuge, Muneaki Tomotake, Yoshiaki Nagatome, Toshiyuki Nagata и Hidehiko Kumgai                               |       | за њихово откриће да су биохемијски процеси због којих људи плачу док сецкају лук још компликованији него што је наука раније веровала.                                                      |       |
| Мир                     | Белорусија и њен председник |       | за забрану аплауза у јавности и белоруска полиција која је ухапсила једноруког човека због аплаудирања у јавности.                                                                           |       |
| Лек                     | Masateru Uchiyama, Xiangyuan Jin, Qi Zhang, Toshihito Hirai, Atsushi Amano, Hisashi Bashuda и Masanori Niimi                        |       | за њихову студију мерења ефеката класичне музике на мишеве са пресађеним срцем. |       |
| Служба јавног здравља   | Kasian Bhanganada, Tu Chayavatana, Chumporn Pongnumkul, Anunt Tonmukayakul, Piyasakol Sakolsatayadorn, Krit Komaratal и Henry Wilde |       | за хируршке технике објављене у раду „Хируршко управљање епидемијом ампутација пениса у Сијаму“. Препоручили су различите технике - осим у случајевима када је пенис делимично појела патка. |       |
| Стање                   | Alberto Minetti, Yuri Ivanenko, Germana Cappellini, Nadia Dominici и Francesco Lacquaniti                                           |       | за њено откриће да неки људи могу да ходају по води ако су они и вода на месецу. |       |
| Психологија             | Laurent Bègue, Oulmann Zerhouni, Baptiste Subra, Medhi Ourabah и Brad Bushman                                                       |       | за експеримент који је показао да људи који верују да су пијани такође верују да су привлачни.                                                                                               |       |
| Сигурносна технологија  | Gustano Pizzo († 2006.) |       | за свој електромеханички систем, којим отмичари падају кроз замку у кутију, која се потом падобраном спушта на земљу, где би требало да чека полиција.                                       |       |
| Теорија вероватноће     | Bert Tolkamp, Marie Haskell, Fritha Langford, David Roberts и Colin Morgan                                                          |       | за њихово откриће да, с једне стране, вероватноћа да ће крава устати расте са дужином времена које је лежала, али с друге стране, не може се лако предвидети када ће поново лећи             |       |

## 2014
| Категорија            | Добитник награде | Земља    | Разлог | Слика |
| --------------------- | --- | -------- | --- | ----- |
| Истраживање Арктика   | Eigil Reimers, Sindre Eftestøl | Норвешка | за проучавање реакције ирваса на људе који се маскирају у поларне медведе. |       |
| Биологија             | Vlastimil Hart, Petra Nováková, Erich Pascal Malkemper, Sabine Begall, Vladimír Hanzal, Miloš Ježek, Tomáš Kušta, Veronika Němcová, Jana Adámková, Kateřina Benediktová, Jaroslav Červený и Hynek Burda |          | за њихову темељну демонстрацију да пси радије да се поравнају дуж магнетног поља Земље када мокре и врше нужду. |       |
| Исхрана               | Raquel Rubio, Anna Jofré, Belén Martín, Teresa Aymerich и Margarita Garriga |          | за њихову студију под називом „Карактеризација бактерија млечне киселине изолованих из фецеса новорођенчади као потенцијалних пробиотичких стартер култура за ферментисане кобасице“. („Карактеризација бактерија млечне киселине из столице новорођенчади као потенцијалних пробиотичких стартер култура за ферментисане кобасице“). |       |
| Уметност              | Marina de Tommaso, Michele Sardaro, Paolo Livrea |          | за мерење осећаја бола док субјекти гледају ружне слике (или лепе) и истовремено се моћан ласер усмерава на длан. |       |
| Лек                   | Ian Humphreys, Sonal Saraiya, Walter Belenky и James Dworkin |          | за њену тампонаду неконтролисаног крварења из носа тракама слане свињетине. |       |
| Неуроанакуа           | Jiangang Liu, Jun Li, Lu Feng, Ling Li, Jie Tian, Kang Lee |          | за њене покушаје да разуме шта се дешава у мозговима људи који виде Исусово лице на тосту. |       |
| Служба јавног здравља | Jaroslav Flegr, Jan Havlíček, Jitka Hanušova-Lindova, David Hanauer, Naren Ramakrishnan, Lisa Seyfried                                                                                                  |          | за њихову истрагу о томе да ли је поседовање мачке штетно за ум. |       |
| Стање                 | Kiyoshi Mabuchi, Kensei Tanaka, Daichi Uchijima, Rina Sakai |          | за мерење трења између ђона ципеле и коре банане или између коре банане и пода када неко стане на кору банане на поду. |       |
| Психологија           | Peter K. Jonason, Amy Jones, Minna Lyons |          | за прикупљање доказа да су људи који остају будни до касно у просеку умишљенији, манипулативнији и психопатичнији од оних који рано устају. |       |
| Посао                 | ISTAT | Италија  | за демонстрацију да је Италија лидер у испуњавању европских циљева економског раста - када се узму у обзир приходи од проституције, трговине дрогом, кријумчарења и незаконитих финансијских трансакција. |       |

## 2015
| Категорија                 | Добитник награде | Земља | Разлог | Слика                        |
| -------------------------- | --- | --- | --- | ---------------------------- |
| Биологија                  | Bruno Grossi, Omar Larach, Mauricio Canals, Rodrigo A. Vasquez, Jose Iriarte-Diaz                                                                                            | Чиле · САД | за њихово запажање да кокошке ходају на сличан начин као Диносауруси када им је отегнут штап причвршћен за задњицу. |                              |
| Хемија                     | Callum Ormond, Colin Raston, Tom Yuan, Stephan Kudlacek, Sameeran Kunche, Joshua N. Smith, William A. Brown, Kaitlin Pugliese, Tivoli Olsen, Mariam Iftikhar и Gregory Weiss | Аустралија · САД | за измишљање хемијског рецепта за делимично скување јаја. → Денатурација |                              |
| Дијагностичка медицина     | Diallah Karim, Anthony Harnden, Nigel D'Souza, Andrew Huang, Abdel Kader Allouni, Helen Ashdown, Richard J. Stevens и Simon Kreckler                                         | Канада · Уједињено Краљевство · Нови Зеланд · САД · Бахреин · Белгија · УАЕ · Индија · Јужна Африка · Кина · Сирија | за њихову демонстрацију да се акутни упалу слепог црева може поуздано дијагностиковати на основу интензитета бола који пацијент осећа када се вози преко неравнине.                                                                                |                              |
| Књижевност                 | Mark Dingemanse, Francisco Torreira и Nick J. Enfield | Холандија · САД · Шпанија · Белгија · Канада · Аустралија                                                           | због њиховог открића да реч „Ха?“ (или њен еквивалент) изгледа да постоји у сваком људском језику – и због тога што нису сигурни зашто је то тако.                                                                                                 |                              |
| Менанџмент                 | Gennaro Bernile, Vineet Bhagwat, P. Raghavendra Rau | Италија · Сингапур · САД · Индија · Француска · Луксембург · Немачка · Јапан                                        | за њихов увид у чињеницу да многи пословни лидери стичу спремност да ризикују у детињству када доживе природне катастрофе (као што су земљотреси, вулканске ерупције, цунами и шумски пожари) које немају озбиљне личне последице по њих.          |                              |
| Математика                 | Elisabeth Oberzaucher, Karl Grammer | Аустрија · Немачка · Уједињено Краљевство                                                                           | за њен покушај да користи математичке методе да утврди да ли је и како Moulai Ismael, крвожедни, марокански цар Схариф, успео да роди 888 деце од 1697. до 1727. године.                                                                           | Elisabeth Oberzaucher (2017) |
| Лек                        | Hajime Kimata, Jaroslava Durdiakova, Peter Celec, Natalia Kamodyova, Tatiana Sedlackova, Gabriela Repiska, Barbara Sviezena, Gabriel Minarik                                 | Јапан · Кина · Словачка · САД · Уједињено Краљевство · Немачка                                                      | за експерименте који истражују биомедицинске користи и последице интензивног љубљења (и других интимних међуљудских активности). |                              |
| Стање                      | Patricia Yang, David Hu, Jonathan Pham, Jerome Cho | САД · Република Кина                                                                                                | за истраживање биолошког принципа да скоро сви сисари испразне бешику у року од 21 секунде – плус или минус 13 секунди. |                              |
| Физиологија и ентомологија | Justin O. Schmidt | САД · Канада | за његово мукотрпно креирање Сцхмидтовог индекса бола убода, који описује релативни бол након убода различитих врста инсеката. |                              |
| Физиологија и ентомологија | Michael L. Smith | Панама · САД · Уједињено Краљевство · Холандија                                                                     | за његов мукотрпан рад са медоносним пчелама, убоде се више пута на 25 различитих делова тела да би утврдио која места убода су најмање болна (глава, врх средњег прста, надлактица), а која су најболнија (ноздрва, горња усна и осовина пениса). |                              |
| Посао                      | Метрополитанска полиција Бангкока | Тајланд | која својим полицајцима нуди додатну плату ако се уздрже од примања мита. |                              |

## 2016
| Категорија   | Добитник награде | Земља                                        | Разлог | Слика                 |
| ------------ | --- | -------------------------------------------- | --- | --------------------- |
| Биологија    | Charles Foster | Уједињено Краљевство                         | за његов живот у дивљини као јазавац, видра, јелен, лисица и птица у различитим временима.                                                    |                       |
| Биологија    | Thomas Thwaites | Уједињено Краљевство                         | за стварање протетских продужетака његових удова који су му омогућавали да се креће попут коза и шета по брдима са њима.                      |                       |
| Хемија       | Волксваген | Немачка                                      | да реши проблем прекомерне емисије из аутомобила аутоматским, електромеханичким генерисањем ниже емисије када се возила тестирају.            | Лого Волксваген АГ    |
| Репродукција | Ахмед Шафик (†) | Египат                                       | за истраживање ефеката ношења панталона од полиестера, памука и вуне на љубавне животе пацова и спровођење сличних тестова са мушкарцима.     |                       |
| Мир          | Гордон Пеникук, Џејмс Алан Чејн, Натанијел Бар, Дерек Келер и Џонатан Фугелсанг                                                              | Канада · САД                                 | за њено научно истраживање „Перцепција и откривање псеудоутемељених бесмислица”.                                                              |                       |
| Књижевност   | Фредрик Сјоберг | Шведска                                      | за тротомно аутобиографско дело о задовољству сакупљања мртвих мува и оних које још нису мртве.                                               | Фредрик Шеберг (2005) |
| Лек          | Christoph Helmchen, Carina Palzer, Thomas Münte, Silke Anders и Andreas Sprenger                                                             | Немачка                                      | за откривање да се свраб на левој страни тела може ублажити гледањем у огледало и чешањем десне стране тела (и обрнуто).                      |                       |
| Перцепција   | Atsuki Higashiyama и Kohei Adachi | Јапан                                        | за истраживање да ли ствари изгледају другачије када се нагнете напред и посматрате их кроз сопствене ноге.                                   |                       |
| Стање        | Gábor Horváth, Miklós Blahó, György Kriska, Ramón Hegedüs, Balázs Gerics, Róbert Farkas, Susanne Åkesson, Péter Malik и Hansruedi Wildermuth | Мађарска · Шпанија · Шведска · Швајцарска>   | за откривање зашто су белодлаки коњи који су најотпорнији на кочнице и за откривање зашто вретенца фатално привлаче црни надгробни споменици. |                       |
| Психологија  | Evelyne Debey, Maarten De Schryver, Gordon Logan, Kristina Suchotzki и Bruno Verschuere                                                      | Белгија · Холандија · Немачка · Канада · САД | за питање 1.000 лажова колико често лажу и одлучивање да ли да верује њиховим одговорима.                                                     |                       |
| Посао        | Mark Avis, Sarah Forbes и Shelagh Ferguson                                                                                                   | Нови Зеланд · Уједињено Краљевство           | за процену перципиране личности рока из перспективе продаје и маркетинга.                                                                     |                       |

## 2017
| Категорија      | Добитник награде                                                                       | Земља                                 | Разлог | Слика |
| --------------- | -------------------------------------------------------------------------------------- | ------------------------------------- | --- | ----- |
| Анатомија       | James Heathcote                                                                        | Велика Британија                      | за његову медицинску студију „Зашто старци имају велике уши?“ |       |
| Биологија       | Kazunori Yoshizawa, Rodrigo Ferreira, Yoshitaka Kamimura и Charles Lienhard            | Јапан · Бразил · Швајцарска           | за њихово откриће женског пениса и мушке вагине у пећинском инсекту (Neotrogla).                                                                                            |       |
| Исхрана         | Fernanda Ito, Enrico Bernard и Rodrigo Torres                                          | Бразил · Канада · Шпанија             | за прву научну студију о значају људске крви у исхрани вампира са грбом. |       |
| Frieden         | Milo Puhan, Alex Suarez, Christian Lo Cascio, Alfred Zahn, Markus Heitz и Otto Brändli | Швајцарска · Канада · Холандија · САД | за демонстрацију да је редовно свирање диџеридуа ефикасан третман за опструктивну апнеју у сну и хркање.                                                                    |       |
| Акушерство      | Marisa López-Teijón, Álex García-Faura, Alberto Prats-Galino и Luis Pallarés Aniorte   | Шпанија                               | за демонстрацију да растући људски фетус снажније реагује на музику која се пушта електромеханички у мајчиној вагини него када се пушта преко звучника на мајчином стомаку. |       |
| Медицина        | Jean-Pierre Royet, David Meunier, Nicolas Torquet, Anne-Marie Mouly и Tao Jiang        | Француска · Велика Британија          | за коришћење функционалне магнетне резонанце за одређивање нивоа несклоности људи према сиру.                                                                               |       |
| Стање           | Marc-Antoine Fardin                                                                    | Француска · Сингапур · САД            | за примену механике флуида да истражи питање да ли мачка може бити и чврста и течна.                                                                                        |       |
| Механика флуида | Jiwon Han                                                                              | Јужна Кореја · САД                    | за његово проучавање динамике пљускања код особе која се креће уназад уз шољицу кафе.                                                                                       |       |
| Перцепција      | Matteo Martini, Ilaria Bufalari, Maria Antonietta Stazi и Salvatore Maria Aglioti      | Италија · Шпанија · Велика Британија  | за доказивање да се многи идентични близанци не могу визуелно разликовати један од другог.                                                                                  |       |
| Посао           | Matthew Rockloff и Nancy Greer                                                         | Аустралија · САД                      | за своје експерименте о питању како контакт са живим крокодилом утиче на спремност на коцкање.                                                                              |       |

## 2018
| Категорија             | Добитник награде | Земља                                                                                       | Разлог | Слика |
| ---------------------- | --- | ------------------------------------------------------------------------------------------- | --- | ----- |
| Антропологија          | Tomas Persson, Gabriela-Alina Sauciuc и Elainie Madsen                                                                                    | Шведска · Румунија · Данска · Холандија · Немачка · Велика Британија · Индонезија · Италија | за доказивање да шимпанзе у зоолошким вртовима подједнако често и једнако добро имитирају људе.                                        |       |
| Биологија              | Paul Becher, Sebastien Lebreton, Erika Wallin, Erik Hedenstrom, Felipe Borrero-Echeverry, Marie Bengtsson, Volker Jörger и Peter Witzgall | Шведска · Колумбија · Немачка · Француска · Швајцарска                                      | за доказивање да познаваоци вина могу поуздано да намиришу једну мушицу у винској чаши.                                                |       |
| Хемија                 | Paula Romão, Adília Alarcão и César Viana                                                                                                 | Португалија                                                                                 | за мерење да ли је пљувачка погодна као средство за чишћење.                                                                           |       |
| Исхрана                | James Cole | Зимбабве · Танзанија · Велика Британија                                                     | за његов прорачун да канибалистичка људска исхрана садржи знатно мање енергије хране од већине традиционалних дијета које садрже месо. |       |
| Мир                    | Francisco Alonso, Cristina Esteban, Andrea Serge, Maria-Luisa Ballestar, Jaime Sanmartín, Constanza Calatayud и Beatriz Alamar            | Шпанија · Колумбија                                                                         | за мерење учесталости, мотивације и ефеката вриштања и псовки током вожње.                                                             |       |
| Књижевност             | Thea Blackler, Rafael Gomez, Vesna Popovic и M. Helen Thompson                                                                            | Аустралија · Салвадор · Велика Британија                                                    | за демонстрацију да већина људи који користе компликоване производе не читају приручник.                                               |       |
| Медицина               | Marc Mitchell и David Wartinger | САД                                                                                         | због покушаја да се убрза пролаз камена у бубрегу помоћу вожње ролеркостером.                                                          |       |
| Медицинска настава     | Akira Horiuchi | Јапан                                                                                       | за његов извештај Седећа колоноскопија: Шта можете научити од самоколоноскопије.                                                       |       |
| Репродуктивна медицина | John Barry, Bruce Blank и Michel Boileau                                                                                                  | САД · Јапан · Саудијска Арабија · Египат · Индија · Бангладеш                               | за употребу печата као теста да ли мушки полни орган још увек правилно функционише: „Ноћно праћење пениса са печатима“.                |       |
| Посао                  | Lindie Hanyu Liang, Douglas Brown, Huiwen Lian, Samuel Hanig, D. Lance Ferris и Lisa Keeping                                              | Канада · Кина · Сингапур · САД                                                              | за њихову истрагу о томе да ли је употреба вуду лутака погодна за шефове да узврате за своје зле начине.                               |       |

## 2019
| Категорија         | Добитник награде | Земља                                                                        | Разлог | Слика                    |
| ------------------ | --- | ---------------------------------------------------------------------------- | --- | ------------------------ |
| Анатомија          | Roger Mieusset и Bourras Bengoudifa                                                                                      | Француска                                                                    | за њихову детаљну студију о мерењу температурне асиметрије између оба тестиса код голих и одевених поштара у Француској. |                          |
| Биологија          | Ling-Jun Kong, Herbert Crepaz, Agnieszka Górecka, Aleksandra Urbanek, Rainer Dumke и Tomasz Paterek                      | Сингапур · Кина · Аустралија · Пољска · САД · Бугарска                       | за откривање да се мртве магнетизоване бубашвабе понашају другачије од живих магнетизованих бубашваба. |                          |
| Хемија             | Shigeru Watanabe, Mineko Ohnishi, Kaori Imai, Eiji Kawano и Seiji Igarashi                                               | Јапан                                                                        | за процену количине пљувачке коју типично петогодишње дете производи дневно. |                          |
| Мир                | Ghada A. bin Saif, Alexandru Papoiu, Liliana Banari, Francis McGlone, Shawn G. Kwatra, Yiong-Huak Chan и Gil Yosipovitch | Велика Британија · Саудијска Арабија · Сингапур · САД                        | за покушај мерења удобности приликом чешања дела тела који сврби. |                          |
| Инжењеринг         | Iman Farahbakhsh | Иран                                                                         | за проналазак машине за пресвлачење одојчади. |                          |
| Медицина           | Silvano Gallus | Италија · Холандија                                                          | за прикупљање доказа да пица штити од болести и смрти. Под претпоставком да се прави и једе у Италији. |                          |
| Медицинска настава | Karen Pryor и Theresa McKeon                                                                                             | САД                                                                          | за коришћење обуке за кликање у обуци хирурга. | Karen Pryor (2006)       |
| Стање              | Patricia Yang, Alexander Lee, Miles Chan, Alynn Martin, Ashley Edwards, Scott Carver и David Hu                          | САД · Република Кина · Аустралија · Нови Зеланд · Шведска · Велика Британија | за истраживања о томе како и зашто вомбати излучују измет у облику коцке. | Würfelförmiger Wombatkot |
| Психологија        | Fritz Strack | Немачка                                                                      | за његово откриће да држање оловке међу зубима тера људе да се осмехују и буду срећнији (Хипотеза повратне информације лица), и да се овај ефекат не дешава када се оловка држи између усана. А за поновљене студије које су показале управо супротно (Криза репликације). | Fritz Strack (2015)      |
| Посао              | Habip Gedik, Timothy A. Voss и Andreas Voss                                                                              | Турска · Холандија · Немачка                                                 | за студију о томе који папирни новац из које земље најбоље шири опасне бактерије. |                          |

## 2020
| Категорија           | Добитник награде | Земља                                                                                               | Разлог | Слика                 |
| -------------------- | --- | --------------------------------------------------------------------------------------------------- | --- | --------------------- |
| Акустика             | Stephan Reber, Takeshi Nishimura, Judith Janisch, Mark Robertson, Tecumseh Fitch | Аустрија · Шведска · Јапан · САД · Швајцарска                                                       | за њихов експеримент у којем су навели женку кинеског алигатора да риче у херметички затвореној комори која садржи ваздух обогаћен хелијумом. |                       |
| Психологија          | Miranda Giacomin, Nicholas Rule | Канада · САД                                                                                        | за развој методе за идентификацију нарциса испитивањем њихових обрва.                                                                         |                       |
| Мир                  | Владе Индије и Пакистана | Индија · Пакистан                                                                                   | за међусобне подвале њихових дипломата усред ноћи.                                                                                            |                       |
| Стање                | Ivan Maksymov, Andriy Pototsky | Аустралија · Украјина · Француска · Италија · Немачка · Велика Британија · Јужна Африка             | за експерименталне доказе шта се дешава са обликом живе земљане глисте када се постави у вибрацију на високој фреквенцији                     |                       |
| Рад                  | Christopher Watkins, Juan David Leongómez, Jeanne Bovet, Agnieszka Żelaźniewicz, Max Korbmacher, Marco Antônio Corrêa Varella, Ana Maria Fernandez, Danielle Wagstaff, Samuela Bolgan            | Велика Британија · Пољска · Француска · Бразил · Чиле · Колумбија · Аустралија · Италија · Норвешка | за покушај да се квантификује однос између националне неједнакости прихода различитих земаља и просечног броја пољубаца уста на уста.         |                       |
| Менанџмент           | Xi Guang-An, Mo Tian-Xiang, Yang Kang-Sheng, Yang Guang-Sheng, Ling Xian-Si | Кина                                                                                                | пет убица по уговору, за комплетирање укупно четири подуговора, од којих је сваки задржао део накнаде, а да није стварно извршио убиство.     |                       |
| Eнтомологија         | Richard Vetter | САД                                                                                                 | за прикупљање доказа да многи ентомолози имају страх од паука јер они нису инсекти.                                                           |                       |
| Лек                  | Nienke Vulink, Damiaan Denys, Arnoud van Loon | Холандија · Белгија                                                                                 | за дијагнозу мизофоније, дуго непрепознатог медицинског стања које узрокује потрес када чују звукове жвакања других људи.                     |                       |
| Медицинска настава   | Jair Bolsonaro, Boris Johnson, Narendra Modi, Andrés Manuel López Obrador, Aljaksandr Lukaschenka, Donald Trump, Recep Tayyip Erdoğan, Wladimir Wladimirowitsch Putin, Gurbanguly Berdimuhamedow | Бразил · Велика Британија · Индија · Мексико · Белорусија · САД · Турска · Русија · Туркменистан    | за коришћење пандемије КОВИД-19 да покаже свету да политичари могу да имају непосреднији утицај на живот и смрт од научника и лекара          | Grafik des SARS-CoV-2 |
| Наука о материјалима | Metin Eren, Michelle Bebber, James Norris, Alyssa Perrone, Ashley Rutkoski, Michael Wilson, Mary Ann Raghanti                                                                                    | САД · Велика Британија                                                                              | за демонстрацију да ножеви направљени од смрзнутог људског измета не функционишу добро.                                                       |                       |

## 2021
| Категорија   | Добитник награде | Земља                                                                            | Разлог | Слика |
| ------------ | --- | -------------------------------------------------------------------------------- | --- | ----- |
| Биологија    | Susanne Schötz, Robert Eklund | Шведска                                                                          | за њен рад на комуникацији између мачака и људи. |       |
| Екологија    | Leila Satari, Alba Guillén, Àngela Vidal-Verdú, Manuel Porcar | Шпанија · Иран                                                                   | за њихово поређење бактериома у мрљама жвакаће гуме на улицама различитих земаља.                                                                              |       |
| Хемија       | Jörg Wicker, Nicolas Krauter, Bettina Derstroff, Christof Stönner, Efstratios Bourtsoukidis, Achim Edtbauer, Jochen Wulf, Thomas Klüpfel, Stefan Kramer, Jonathan Williams                              | Немачка · Велика Британија · Нови Зеланд · Грчка · Кипар · Аустрија              | за њихово испитивање ваздуха у биоскопу након представе и покушаје да покажу колико је насиља, секса, асоцијалног понашања, употребе дрога и псовки приказано. |       |
| Економија    | Pavlo Blavatskyy | Француска · Швајцарска · Аустралија · Аустрија · Чешка · Велика Британија        | за откривање да превласт политичара може послужити као показатељ корупције у земљи.                                                                            |       |
| Лек          | Olcay Cem Bulut, Dare Oladokun, Burkard Lippert, Ralph Hohenberger | Немачка · Турска · Велика Британија                                              | за доказивање да оргазам има једнако добар назални деконгестивни ефекат као и спреј за нос.                                                                    |       |
| Мир          | Ethan Beseris, Steven Naleway, David Carrier | САД                                                                              | за њихов тест хипотезе да су браде еволуирале код људи јер су штитиле своје носиоце од удараца у лице.                                                         |       |
| Стање        | Alessandro Corbetta, Jasper Meeusen, Chung-min Lee, Roberto Benzi, Federico Toschi | Холандија · Италија · Република Кина · САД                                       | за спровођење експеримената како би се открило зашто се пешаци не сударају стално са другим пешацима.                                                          |       |
| Кинетика     | Hisashi Murakami, Claudio Feliciani, Yuta Nishiyama, Katsuhiro Nishinari | Јапан · Швајцарска · Италија                                                     | за спровођење експеримената како би сазнали зашто се пешаци понекад сударају.                                                                                  |       |
| Ентимологија | John Mulrennan, Jr, Roger Grothaus, Charles Hammond, Jay Lamdin | САД                                                                              | за рад Нова метода контроле бубашваба на подморницама. |       |
| Транспорт    | Robin Radcliffe, Mark Jago, Peter Morkel, Estelle Morkel, Pierre du Preez, Piet Beytell, Birgit Kotting, Bakker Manuel, Jan Hendrik du Preez, Michele Miller, Julia Felippe, Stephen Parry, Robin Gleed | Намибија · Јужна Африка · Танзанија · Зимбабве · Бразил · Велика Британија · САД | за експериментално одређивање да ли се носорог може безбедно транспортовати изнад главе.                                                                       |       |

## 2022
| Категорија             | Добитник награде | Земља                                                                                                  | Разлог | Слика |
| ---------------------- | --- | --- | --- | ----- |
| Примењена кардиологија | Eliska Prochazkova, Elio Sjak-Shie, Friederike Behrens, Daniel Lindh, Mariska Kret                                                                                        | Чешка · Холандија · Уједињено Краљевство · Шведска · Аруба                                             | за тражење и проналажење доказа да се откуцаји срца нових романтичних партнера синхронизују када се први пут сретну и постану привучени једно другом.                     |       |
| Књижевност             | Eric Martínez, Francis Mollica, Edward Gibson | Канада · САД · Уједињено Краљевство · Аустралија                                                       | за анализу, што непотребно отежава разумевање правних докумената. |       |
| Биологија              | Solimary García-Hernández, Glauco Machado | Бразил Колумбија                                                                                       | за проучавање да ли и како констипација утиче на изгледе за парење шкорпиона.                                                                                             |       |
| Лек                    | Marcin Jasiński, Martyna Maciejewska, Anna Brodziak, Michał Górka, Kamila Skwierawska, Wiesław Jędrzejczak, Agnieszka Tomaszewska, Grzegorz Basak, Emilian Snarski        | Пољска                                                                                                 | за демонстрацију да пацијенти који су подвргнути одређеним облицима токсичне хемотерапије доживљавају мање штетних нежељених ефеката ако се једе сладолед током терапије. |       |
| Инжењеринг             | Gen Matsuzaki, Kazuo Ohuchi, Masaru Uehara, Yoshiyuki Ueno, Goro Imura | Јапан                                                                                                  | јер покушава да пронађе најефикаснији начин да људи користе своје прсте када окрећу дугме.                                                                                |       |
| Историја уметности     | Peter de Smet, Nicholas Hellmuth | Холандија · Гватемала · САД · Аустрија                                                                 | за њихову студију „Мултидисциплинарни приступ ритуалним сценама проширења дебелог црева на керамици древних Маја“.                                                        |       |
| Стање                  | Frank Fish, Zhi-Ming Yuan, Minglu Chen, Laibing Jia, Chunyan Ji, Atilla Incecik                                                                                           | Кина · Уједињено Краљевство · Турска · САД                                                             | јер покушава да схвати како пачићи успевају да пливају у формацији. |       |
| Мир                    | Junhui Wu, Szabolcs Számadó, Pat Barclay, Bianca Beersma, Terence Dores Cruz, Sergio Lo Iacono, Annika Nieper, Kim Peters, Wojtek Przepiorka, Leo Tiokhin, Paul Van Lange | Кина · Мађарска · Канада · Холандија · Уједињено Краљевство · Италија< · Аустралија · Швајцарска · САД | за развој алгоритма који помаже базама трачева да одлуче када да кажу истину, а када да лажу.                                                                             |       |
| Посао                  | Alessandro Pluchino, Alessio Emanuele Biondo, Andrea Rapisarda | Италија                                                                                                | за математичко објашњење зашто успех обично не долази до најталентованијих људи, већ до оних са највише среће.                                                            |       |
| Сигурносна технологија | Magnus Gens | Шведска                                                                                                | за развој лутке за Elch-Crashtest-Dummys. |       |

## 2023
| Категорија          | Добитник награде | Земља                                                                  | Разлог | Слика |
| ------------------- | --- | ---------------------------------------------------------------------- | --- | ----- |
| Хемија и геологија  | Jan Zalasiewicz | Пољска                                                                 | за објашњење зашто научници толико воле да лижу камење. |       |
| Књижевност          | Chris Moulin, Nicole Bell, Merita Turunen, Arina Baharin, Akira O’Connor | Француска · Уједињено Краљевство · Малезија · Финска                   | за проучавање онога што људи осећају када чују одређену реч често, често, често, често, често, често, често понављати. |       |
| Израда алата        | Te Faye Yap, Zhen Liu, Anoop Rajappan, Trevor Shimokusu, Daniel Preston | Индија · Кина · Малезија · САД                                         | за њихово „оживљавање“ мртвих паука као алата за хватање. |       |
| Здравствена заштита | Seung-min Park | Јужна Кореја · САД                                                     | за проналазак „Станфорд тоалета“, који комбинује различите технологије: траку за тестирање урина, компјутерски потпомогнуту видео анализу дефекације, сензор аналног отиска укључујући личну идентификацију и пренос података за праћење и брзу анализу излучевина. |       |
| Комуникација        | Gen Matsuzaki, Kazuo OhuchiMaría José Torres-Prioris, Diana López-Barroso, Estela Càmara, Sol Fittipaldi, Lucas Sedeño, Agustín Ibáñez, Marcelo Berthier, Adolfo García                | Аргентина · Шпанија · Колумбија · Чиле · Кина · САД                    | за проучавање менталне активности људи који су стручњаци за говорење уназад. |       |
| Лек                 | Christine Pham, Bobak Hedayati, Kiana Hashemi, Ella Csuka, Tiana Mamaghani, Margit Juhasz, Jamie Wikenheiser, Natasha Mesinkovska                                                      | САД · Канада · Македонија до 1995. · Иран · Вијетнам                   | за преглед лешева да би се утврдило да ли у обе ноздрве има исти број длака у носу. |       |
| Исхрана             | Homei Miyashita, Hiromi Nakamura | Јапан                                                                  | за експерименте који испитују утицај електрично наелектрисаних штапића и сламки на укус. |       |
| Образовање          | Katy Tam, Cyanea Poon, Victoria Hui, Wijnand van Tilburg, Christy Wong, Vivian Kwong, Gigi Yuen, Christian Chan                                                                        | Кина · Канада · Уједињено Краљевство · Холандија · Ирска · САД · Јапан | за систематско проучавање досаде међу наставницима и ученицима. |       |
| Психологија         | Stanley Milgram, Leonard Bickman, Lawrence Berkowitz | САД                                                                    | за уличне експерименте о томе колико пешака подиже поглед када види да странци гледају горе. |       |
| Стање               | Bieito Fernández Castro, Marian Peña, Enrique Nogueira, Miguel Gilcoto, Esperanza Broullón, Antonio Comesaña, Damien Bouffard, Alberto C. Naveira Garabato, Beatriz Mouriño-Carballido | Шпанија · Швајцарска · Француска · Уједињено Краљевство                | за мерење промене састава морске воде у зависности од полне активности инћуна. |       |

## Веб линкови
- Невероватно истраживање: Добитници Иг Нобелове награде In: improbable.com, abgerufen am 13. September 2019 (englisch).